# Schenkungsmeldegesetz
Das Schenkungsmeldegesetz ist eine Ersatzmaßnahme, die in Österreich anlässlich der Aufhebung der Erbschafts- und Schenkungssteuer zum 31. Juli 2008 als notwendig erachtet und eingeführt wurde.

## Gesetzliche Grundlage
In Österreich wird die Erbschafts- und Schenkungssteuer seit dem 1. August 2008 nicht mehr eingehoben. Dies ist unter anderem eine Folge der Erkenntnis des österreichischen Verfassungsgerichtshofes vom 7. März 2007, in dem eine „Reparatur“ des Erbschafts- und Schenkungssteuergesetzes zum 31. Juli 2008 vorgegeben wurde, die der Gesetzgeber jedoch nicht vornahm. Durch den Wegfall der Erbschafts- und Schenkungssteuer wird die steuerfreie Vermögensnachfolge und Unternehmensnachfolge in Österreich möglich. Die bisherige gesetzliche Grundlage, das Erbschafts- und Schenkungssteuergesetz 1955 (ErbStG) bleibt im Rechtsbestand der Republik erhalten. Die Steuer wird jedoch nicht mehr eingefordert, und viele Melde- und Erklärungspflichten fallen weg. Ein einschlägiges Doppelbesteuerungsabkommen (DBA-Erbschaftsteuer) mit Deutschland wurde gekündigt.

## Notwendigkeit der Regelung
Es wurden gesetzliche Anpassungen als erforderlich erachtet, da die Unterlassung der Einhebung der Steuern auch zur Folge habe, dass Vermögensverschiebungen von staatlichen Organen nicht mehr erkannt werden können, worauf Umgehungsgeschäfte befürchtet wurden (etwa gegenseitige Schenkungen statt Kauf, Geldwäsche usw.), und da die bisher bestehenden Regelungen über die Zuwendungen an Stiftungen entfallen.
Der unentgeltliche Vermögensübergang auf eine Stiftung ist in Österreich nach § 2 Abs. 2 Zif. 1 ErbStG ein Erwerb von Todes wegen und nach § 3 Abs. 1 Zif. 7 ErbStG eine Schenkung.

## Anzeigepflicht
Ab dem 1. August 2008 besteht bei Schenkungen eine Anzeigepflicht. Die „Anzeigepflicht“ wurde ursprünglich in den Entwürfen zum Gesetz als „Meldepflicht“ tituliert und im Zuge des Gesetzeswerdungsprozesses unter Wahrung einer einheitlichen Terminologie in „Anzeigepflicht“ umbenannt. Die Bezeichnung des Gesetzes „Schenkungsmeldegesetz“ wurde jedoch nicht angepasst. Nicht anzeigepflichtig sind Schenkungen von in Österreich situierten Liegenschaften, die aufgrund der Grunderwerbsteuer (Grunderwerbsteuergesetz 1987) der Finanzverwaltung bereits gemeldet werden müssen. Die Anzeige soll grundsätzlich elektronisch erfolgen, um so den Verwaltungsaufwand hintanzuhalten und zudem diese Daten für die Risikoanalyse (elektronischer Datenabgleich) verfügbar zu machen.
Die Anzeige muss beim Finanzamt binnen drei Monaten ab Erwerb erfolgen.

## Verpflichteter Personenkreis
Wird die Anzeige durch eine der verpflichteten Personen erstattet, sind die anderen beteiligten Personen von der Anzeigeverpflichtung befreit. Verpflichtete sind zu ungeteilter Hand alle Beteiligten (Schenker, Beschenkter aber auch ein eventuell involvierter Rechtsanwalt und auch Notar), wenn Vermögen (außer in Österreich liegende Immobilien) verschenkt wird und keine Befreiungen vorliegen.

## Kritik an der Anzeigepflicht
Die Anzeigepflicht nach dem österreichischen Steuerrecht besteht unabhängig von einer Steuerpflicht und betrifft auch Personen, die in Österreich lediglich den Zweitwohnsitz haben.
Diese Anzeigepflicht steht unter erheblicher Kritik.
- Die Anzeigepflicht wird vom Verfassungsdienst des österreichischen Bundeskanzleramtes als nur schwer mit dem Datenschutzgesetz vereinbar angesehen.[12]
- Sie gilt als ein unverhältnismäßiger und gleichheitswidriger Eingriff und widerspricht der bisherigen Systematik.[13]
- Die Anzeigepflicht ist auch zur Vermeidung von Umgehungsgeschäften, Abgabenhinterziehung etc. kaum geeignet. Die Österreichische Notariatskammer hat dies in ihrer Stellungnahme[14] zur Begutachtung des Gesetzes auch sehr deutlich festgehalten: „selbst durch eine Schenkungsmeldeverpflichtung werden die ertragsteuerrechtlichen Umgehungsgeschäfte in den Fällen nicht leichter »auffindbar«; auch der Gesetzgeber kann nicht ernsthaft annehmen, dass jemand, der Umgehungsgeschäfte tätigt, sich an Schenkungsmeldepflichten hält“.
- Die Anzeigeverpflichtung ist eine reine Information der Finanzverwaltung. Die Entgegennahme der Anzeige bedeutet keine inhaltliche Bestätigung oder positive Sanktionierung der Anzeige oder vorgenommenen Schenkung. Zuwiderhandelnde (strafbar sind aller zur Anzeige verpflichteten Personen) werden durch wesentliche Änderungen und Verschärfungen im Finanzstrafgesetz verfolgt. Dabei wird das vorsätzliche Unterlassen der Anzeige von Schenkungen im Finanzstrafgesetz unter Strafe gestellt und mit bis zu 10 % vom gemeinen Wert der Schenkung bedroht.[15] Liegt eine Abgabenhinterziehung unter Vortäuschen einer Schenkung vor, wird eine Geldstrafe bis zum Dreifachen des verkürzten Betrags und bis zu 7 Jahre Freiheitsstrafe angedroht. Der Österreichische Rechtsanwaltskammertag hat zu dieser Bestimmung festgehalten:[16] „Zum einen ist die Ahndung der Unterlassung der Anzeige mit 10 % des gemeinen Wertes des durch die nicht angezeigten Vorgänge übertragenen Vermögens krass überhöht: Zu bedenken ist nämlich, dass die Anzeige ja für Vorgänge vorgesehen ist, die selbst gar nicht steuerpflichtig sind, die Unterlassung der Anzeige daher keinerlei negative Auswirkungen auf das Steueraufkommen hat: Eine Geldstrafe in Höhe von bis zu 10 % des gemeinen Wertes für eine Finanzordnungswidrigkeit, bei der es schon begrifflich zu gar keiner Abgabenhinterziehung kommen kann, ist nach Auffassung der österreichischen Rechtsanwaltschaft sachlich nicht zu rechtfertigen.“

## Ersatzmassnahmen bei Stiftungen
Als Ersatz für die aufgehobenen Bestimmungen aus dem Erbschafts- und Schenkungssteuergesetz wurde in Bezug auf Zuwendungen an Stiftungen und stiftungsähnliche Vermögensmassen eine „neue“ Eingangs- und Zuwendungsbesteuerung eingeführt (Stiftungseingangssteuergesetz vom 30. März 2008). Die bisherigen Steuersätze aus dem Erbschafts- und Schenkungssteuergesetz werden (für Stiftungen und ähnliche Vermögensmassen) teilweise beibehalten und in bestimmten Fällen wird eine „Sanktionssteuer“ erhoben.